# Пралормо
Прало̀рмо (на италиански: Pralormo; на пиемонтски: Pralorm, Пралорм) е село и община в Метрополен град Торино, регион Пиемонт, Северна Италия. Разположено е на 303 m надморска височина. Към 1 януари 2020 г. населението на общината е 1908 души, от които 170 са чужди граждани.